# Coquimba equa
Coquimba equa is een mosselkreeftjessoort. De wetenschappelijke naam van de soort is voor het eerst geldig gepubliceerd door Hu.